# Pereszczepyne
Pereszczepyne (ukr. Перещепине) – miasto na Ukrainie w obwodzie dniepropietrowskim, liczy 9,9 tys. mieszkańców.

## Historia
Od 1938 roku miejscowość posiada status osiedla typu miejskiego.
W 1989 liczyła 9 882 mieszkańców.
13 stycznia 2000 uzyskała prawa miejskie.
W 2013 liczyła 10 178 mieszkańców.